# Cricklewood Green
Cricklewood Green − piąty album studyjny brytyjskiego zespołu blues rockowego Ten Years After, wydany w 1970 roku.

## Lista utworów
| 1. | "Sugar the Road"                | 4:06  |
|    |                                 |       |
| 2. | "Working on the Road"           | 4:18  |
|    |                                 |       |
| 3. | "50,000 Miles Beneath My Brain" | 7:39  |
|    |                                 |       |
| 4. | "Year 3,000 Blues"              | 2:27  |
|    |                                 |       |
| 5. | "Me and My Baby"                | 4:18  |
|    |                                 |       |
| 6. | "Love Like a Man"               | 7:32  |
|    |                                 |       |
| 7. | "Circles"                       | 3:59  |
|    |                                 |       |
| 8. | "As the Sun Still Burns Away"   | 4:44  |
|    |                                 |       |
|    |                                 | 39:03 |
|    |                                 |       |

## Twórcy
- Alvin Lee - wokal, gitara
- Chick Churchill - organy, fortepian
- Ric Lee - perkusja
- Leo Lyons - gitara basowa